# Provincia di Algeri
La provincia di Algeri (in arabo  ولاية الجزائر‎?, Wilāyat al-Jazāʾir) è una delle 58 province dell'Algeria.

## Popolazione
La provincia conta 2.988.145 abitanti, di cui 1.499.800 di genere maschile e 1.488.345 di genere femminile, con un tasso di crescita dal 1998 al 2008 dell'1.6%.

## Geografia antropica

### Suddivisioni amministrative
La provincia si suddivide in 13 distretti (con capoluoghi omonimi), ed in un totale di 57 municipalità. Esterna alla provincia è la città di Algeri.

1. Zéralda • 2. Chéraga • 3. Draria • 4. Bir Mourad Raïs • 5. Birtouta • 6. Bouzareah • 7. Bab El Oued • 8. Sidi M'Hamed • 9. Hussein Dey • 10. El Harrach • 11. Baraki • 12. Dar El Beïda • 13. Rouïba •

Nella tabella sono riportati i comuni della provincia, suddivisi per distretto di appartenenza.
| Distretto                 | Comuni                                                                                           |
| ------------------------- | ------------------------------------------------------------------------------------------------ |
| Distretto di Bab El Oued  | Bab El Oued · Casbah · Bologhine · Oued Koriche · Raïs Hamidou                                   |
| Distretto di Baraki       | Baraki · Les Eucalyptus · Sidi Moussa                                                            |
| Distretto di Birmendreïs  | Birmendreïs · Birkhadem · Djasr Kasentina · Hydra · Saoula                                       |
| Distretto di Birtouta     | Birtouta · Ouled Chebel · Tessala El Merdja                                                      |
| Distretto di Bouzaréah    | Bouzaréah · Ben Aknoun · Beni Messous · El-Biar                                                  |
| Distretto di Chéraga      | Chéraga · Aïn Bénian · Dely Ibrahim · Ouled Fayet · El Hammamet                                  |
| Distretto di Dar El Beïda | Dar El Beïda · Aïn Taya · Bab Ezzouar · Bordj El Bahri · Bordj El Kiffan · El Marsa · Mohammadia |
| Distretto di Draria       | Draria · Baba Hassen · Douera · El Achour · Khraicia                                             |
| Distretto di El Harrach   | El Harrach · Bachdjerrah · Bourouba · Oued Smar                                                  |
| Distretto di Hussein Dey  | Hussein Dey · Belouizdad · El Magharia · Kouba                                                   |
| Distretto di Rouïba       | Rouïba · H'raoua · Reghaïa                                                                       |
| Distretto di Sidi M'Hamed | Sidi M'Hamed · Alger-Centre · El Madania · El Mouradia                                           |
| Distretto di Zéralda      | Zéralda · Mahelma · Rahmania · Souidania · Staoueli                                              |

## Musei

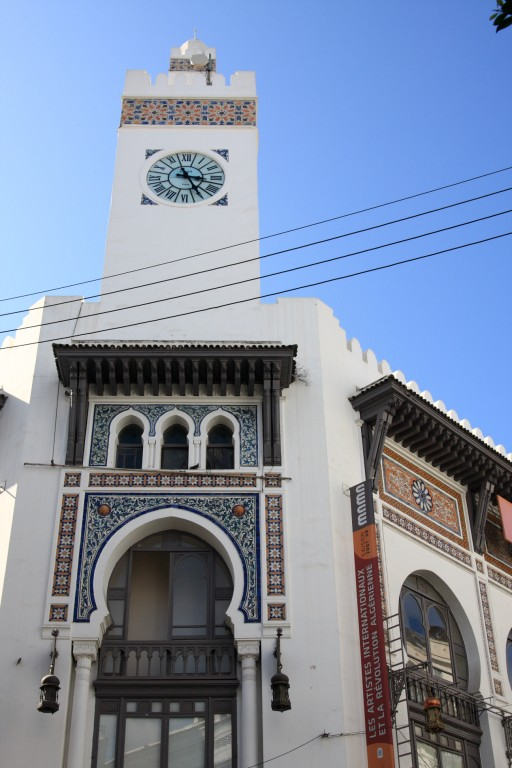
Museo pubblico nazionale d'arte moderna e contemporanea di Algeri (MAMA)

Nella wilaya di Algeri si trovano numerosi musei:
1. Museo nazionale del Bardo.
2. Museo nazionale di belle arti di Algeri.
3. Museo pubblico nazionale di arte moderna e contemporanea di Algeri (MAMA).
4. Museo Nazionale Algerino di Antichità e di Arte Islamica.
5. Agenzia nazionale dell'archeologia.
6. Museo delle arti e tradizioni popolari di Algeri.
7. Museo nazionale delle miniature e della calligrafia.
8. Palazzo dei Raïs.